# Johannes Gorgias
Johann Gorgias (1640. – 1684. július 7.) erdélyi szász költő, Florindo néven a német Hattyú-rend tagja.
Brassói származású; tanulását ugyanott kezdte 1656-ban Albrich Márton rektor alatt, 1659. július 28-ától pedig a wittenbergi Leucorea egyetemen folytatta. 1679. március 31-én nyerte el szülővárosában az iskolarektori állást, ahol filozófiát és logikát tanított. Brassóban az irodalmi tevékenységet nem folytatta, kizárólag tudományos tárgyú műveket írt.
Két szonettje Kindermann, Der deutsche Redner (Wittenberg, 1662) c. művében s egy költeménye Rist János Passionsandachten (Hamburg, 1664) c. könyvében.

## Művei
- Gemma Quaestionaria ex Synopsi logica adm. Rev. & Clar. Viri D. M. Martini Albrichii… excerpta, & Thesium loco in Illustri Coronensium Gymnasio exhibita…, Coronae, 1679 (Disputatio II. De Prädicamentis. Disp. III. De Enunciatione. Disp. IV. De Syllogismo. Disp. V. De Doctrina Topica. Mind az öt külön címlappal és 1679 évszámmal, mely vitairatokat G. elnöklete alatt brassói tanulók védelmeztek)
- Syllabus Distinctionum Philosophicarum usitatiorum, exemplis illustratarum, atque ordine alphabetico digestarum, in gratiam studiosae juventutis adornatus. Lipsiae, 1681
- Poliandini Gestürzter Ehrenpreis des hochlöblichen Frauenzimmers. Schulzens Schrift: Ehrenpreis des hochlöblichen Frauenzimmers, Frankfurt, 1633. entgegengesetzt. H. n., 1660
- Jungfreulicher Zeitvertreiber. Leipzig, 1665
- Veriphantors Buhlende Jungfer. Leipzig, 1665 (a három utóbbi munkát Dahlmann, Schauplatz der masquirten und demasquirten Gelehrten. Leipzig, 1710 c. munkájában egy erdélyi Gorgias Jánosnak tulajdonítja, ki vétkeiért kénytelen volt hazáját elhagyni; Trausch azonban Schmeizellel együtt kétségbe vonja a két egyén azonosságát; úgy szintén a Seivert által G.-nak tulajdonított Opusculum metaphisicum. Coronae, 1667 c. munka szerzőjének Albrich Mártont tartja. A 3. sz. munkát azért tulajdonítják neki, mivel Jöcher szerint a hattyú-rendben Poliandin néven is szerepelt.)